# Форт-Пек
Форт-Пек (англ. Fort Peck Indian Reservation) — индейская резервация, расположенная на северо-востоке штата Монтана.

## История
После окончания Гражданской войны ускорилась колонизация Запада США. Почти все племена сиу приняли участие в войнах против США. После окончания войны за Чёрные Холмы часть индейцев ушла в Канаду, другие были поселены в резервации.
Первое индейское агентство на территории современной резервации было создано в 1880 году. Изначально на этих землях обитали ассинибойны. После создания агентства здесь были поселены сиссетоны, вахпетоны и янктонаи, бежавшие из Миннесоты и Северной Дакоты. В 1881 году к ним присоединилась небольшая часть хункпапа.
Резервация имеет свою собственную судебную систему, тюрьму и медицинский центр. Штаб-квартира резервации размещена в городе Поплар, там же находятся представители Бюро по делам индейцев.

## География
Форт-Пек — девятая по площади индейская резервация в США и вторая в штате Монтана. Резервация включает часть округов Рузвельт, Валли, Дэниэлс и Шеридан, расположенных на северо-востоке Монтаны. Общая площадь Форт-Пек, включая трастовые земли (0,949 км²), составляет 8 552,869 км², из них 8 517,643 км² приходится на сушу и 35,226 км² — на воду. Административным центром резервации является город Поплар.

## Демография
| Год переписи                    | Нас.  |  | %±    |
| ------------------------------- | ----- |  | ----- |
| 2000                            | 10321 |  | —     |
| 2010                            | 10008 |  | −3%   |
| 2020                            | 9988  |  | −0,2% |
| 2000–2020 U.S. Decennial Census |       |  |       |

Население резервации составляют народы сиу. В Форт-Пек проживают ассинибойны, янктонаи, сиссетоны, вахпетоны и хункпапа. По данным федеральной переписи населения 2000 года в резервации проживало 10 321 человек.
Согласно федеральной переписи населения 2020 года в резервации проживало 9 988 человек, насчитывалось 3 049 домашних хозяйств и 3 582 жилых дома. Средний доход на одно домашнее хозяйство в индейской резервации составлял 41 659 долларов США. Около 33 % всего населения находились за чертой бедности, в том числе 39,6 % тех, кому ещё не исполнилось 18 лет, и 14,2 % старше 65 лет.
Расовый состав распределился следующим образом: белые — 2 558 чел., афроамериканцы — 28 чел., коренные американцы (индейцы США) — 6 596 чел., азиаты — 51 чел., представители других рас — 46 чел., представители двух или более рас — 709 человек; испаноязычные или латиноамериканцы любой расы составили 226 человек. Плотность населения составляла 1,17 чел./км².